# Калмарска война
Калмарската война (на датски: Kalmarkrigen; на шведски: Kalmarkriget) (1611 – 1613) е една от многото Северни войни, водени за контрол над търговията в Балтийско море. Това е последната война, в която Дания има надмощие, но датчаните не успяват да разгромят Швеция и да възстановят Калмарската уния.

## Причини
До 1523 г. Дания, Швеция и Норвегия са част от общо държавно образувание, наречено Калмарска уния. Присъствието на Швеция в него е изпълнено с напрежение и конфликти с Дания. След окончателното напускане шведите продължават тази враждебна политика. Те обаче не могат да оспорят господстващото положение на Дания в Балтийско море, защото единственият изход е през Датските протоци. Швеция няма голямо пристанище, което да не е на балтийското крайбрежие и в началото на ХVІІ в. Карл IX решава да осъществи връзка с океана през Норвегия в района на град Тромсьо. Дания протестира, тъй като това е нейна територия, но протестът е игнориран. Това убеждава младият ѝ крал Кристиан IV, че войната е неизбежна, но позицията на неговия съвет е твърдо против. Съветът подчертава, че през предишната война (1563 – 1570) Швеция е показала силата си. Кристиан обаче не иска да слуша и заплашва, че ще започне военни действия като херцог на Шлезвиг-Холщайн. Така той успява да се наложи.

## Ход на военните действия
През април 1611 г. датската атака започва. Дания смята да осъществи масирано настъпление от три страни с надеждата не само да осуети шведските планове, но и ако може, да я покори отново. Три армии навлизат на шведска територия от Халмстад (югозапад), от Кристианопел (югоизток) и от Норвегия през шведската крепост Елвсборг. Датчаните обсаждат ключовия град Калмар, но в това време шведите контраатакуват. Те превземат Кристианопел и избиват населението му. Това не води до изолация на армията край Калмар, която се снабдява по море и скоро превзема крепостта. Покорен е и остров Йоланд. В отговор шведите нападат самата Норвегия в района Емтланд, който се намира от шведската страна на Скандинавските планини. След това малки сили завземат Хередален. Те срещат съпротивата на местното население и са принудени да се оттеглят през есента на 1612 г.
През октомври Карл ІХ умира, наследен от сина си Густав Адолф. Новият крал предлага мир, но датчаните са обнадеждени и отказват. Густав Адолф започва да напада граничната зона, за да разстрои датските комуникации, но през февруари 1612 г. е изненадан при Витсьо и претърпява поражение. Това окрилява датчаните за ново настъпление и те превземат Елвсборг (май 1612) – голям успех, защото тя е единственото присъствие на Швеция на западното крайбрежие. Армиите им тръгват към Стокхолм, но се провалят, тъй като попадат на обгорена земя и на ожесточена партизанска съпротива. Масовото дезертиране окончателно убеждава щаба на датската армия, че не може да се постигне нищо повече и е нужен мир.

## Мирът в Кнеред
Англия и Съединените провинции на Нидерландия са заитересовани от свободното преминаване през протоците и искат войната да свърши по-скоро. Затова те предлагат посредничество. На 20 януари 1613 г. в градчето Кнеред, близо до протока Зунд, се подписва мирен договор. Макар че Дания като цяло изглежда победител, тя позволява на враговете си да търгуват свободно през протоците. Това е знаменателно събитие – шведите за първи път получават това право. В същото време ги принуждава да се откажат от претенциите си за излаз на океана през Норвегия. Тя потвърждава надмощието си, което по-късно през века ще бъде напълно сринато (Шведско-датска война 1643 – 1645, Малка северна война 1655 – 1660), а Швеция показва, че има сили да се отбранява.